# Hugues de Craon
Pour les autres membres de la famille, voir Famille de Craon.
Hugues de Craon, mort en 1138 ou entre 1136 et 1139, est seigneur de Craon de 1116 à sa mort.

## Biographie
Hugues de Craon, né vers 1095, est le fils de Maurice Ier de Craon et de Tiphaine de Chantocé.

### Seigneur de Craon
Il est seigneur de Craon de la mort de son père en 1116, à sa propre mort en 1138. Son premier acte important est le don de la chapelle Saint-Nicolas à l'abbaye de la Roë, approuvé par le pape Pascal II en 1117,.  Il est néanmoins en désaccord avec l'abbaye de la Roë, vers 1128/1130, à propos des limites géographiques d'un don précédemment fait par son grand-père Renaud Ier de Craon. Dès 1117, il est déjà majeur, puisqu'il agit sans tuteur.
Hugues de Craon se marie deux fois. Il épouse vers 1124 Agnès de Laval, qui meurt vers 1130. Selon Arthur Bertrand de Broussillon, elle est la fille d'Hamon de Laval et la sœur de Guy III de Laval, seigneur de Laval,,. Il épouse donc une fille d'une maison sans doute plus prestigieuse que la famille de Craon, mais une fille cadette. Ensuite, il se remarie avec Marquise, dont la famille n'est pas connue. Marquise, après la mort d'Hugues de Craon, se remarie vers 1140 avec Hugues de Mathefelon, dont elle a deux enfants, puis avec Payen de Vaiges,.
Hugues de Craon meurt en 1138 ou entre 1136 et 1139.

### Descendance
Hugues de Craon et Agnès de Laval ont deux fils :
- Renaud, mort jeune[12],[2] en 1128[13] ; son père Hugues charge l'abbaye la Roë de l'entretien de la tombe de Renaud en 1129, à l'anniversaire de sa mort[13] ;
- Guérin, mort avant sa majorité vers 1150[14],[2], seigneur de Craon de 1138 à vers 1150[14],[15].

Agnès de Laval ne transmet pas à ses enfants des noms issus de sa propre famille, peut-être parce qu'ils ne sont que deux ou parce qu'elle n'apporte pas de seigneurie à la famille de Craon.
Hugues de Craon et Marquise ont plusieurs enfants :
- Maurice II de Craon, seigneur de Craon après Guy, époux d'Isabelle de Meulan, veuve de Geoffroy III de Mayenne[16],[2] ;
- Robert, chanoine d'Angers[16],[2] ;
- Marquise, épouse d'Hugues de La Guerche[16],[2] ;
- Guy, témoin de l'accord passé en 1191 en Sicile entre Richard Cœur de Lion et le roi de Sicile Tancrède[16],[2].